# Das Scheit
Das Scheit (franz. La Bûche, auch u. d. T. Das Holzscheid) ist eine Novelle von Guy de Maupassant. Sie erschien erstmals am 26. Januar 1882 in Le Gil Blas.

## Handlung
Ein betagter Herr ist zu Gast bei einer alten Freundin. Sie sitzen im Salon und plaudern. Da fällt ein brennendes Holzscheit aus dem Kamin. Der Besucher befördert das Scheit mit einem Fußtritt in den Kamin zurück. Dann erzählt er, dass er einst einen besten Freund hatte. Sie waren unzertrennlich, bis der Freund heiratete. In der Folgezeit war der Erzähler häufig bei den Vermählten eingeladen. So war er eines Abends bei ihnen, als sich der Ehemann aufgrund dienstlicher Obliegenheiten entschuldigte und Gast und Frau allein ließ. Die Frau versuchte, den Besucher zu verführen. Als es auf dem Sofa zu einer körperlichen Annäherung kam, fiel ein brennendes Scheit aus dem Kamin, worauf der Erzähler aufsprang und es in den Kamin zurücktrat. In diesem Moment trat der Ehemann ein. Ohne diesen unglaublichen Zufall hätte er die beiden in flagranti ertappt. In der Folgezeit zog sich der Ehemann, offenbar auf Betreiben seiner Frau, immer mehr von dem Erzähler zurück und stellte die Beziehung schließlich ganz ein. Dieses Erlebnis hat den Erzähler dermaßen erschüttert, dass er sein Leben lang nicht geheiratet hat.